# Marcus Siepen
Marcus Siepen, född 8 september 1968 i Krefeld, är en tysk gitarrist som är medlem i det tyska power metal-bandet Blind Guardian.